# 伊藤邦行
伊藤 邦行（いとう くにゆき、1974年10月23日 - ）は、日本の元ラグビー選手。
現在Alive Rugby Academyの代表を務めている。

## プロフィール
- 埼玉県出身
- ポジションはプロップ(PR)
- 身長 172 cm、体重 103 kg
- ニックネームはペコ
- 関東代表に選ばれた事がある。

## 略歴
高校からラグビーを始めた。
1993年、行田工業高校卒業後クボタスピアーズに加入。
2012年にクボタスピアーズを退団した。
1993年、クボタスピアーズ退団後ライオンファングスに加入。
2023年をライオンファングス退団した
2017年、Alive Rugby Academyを設立。